# Nationaler Tag der Befreiung Koreas

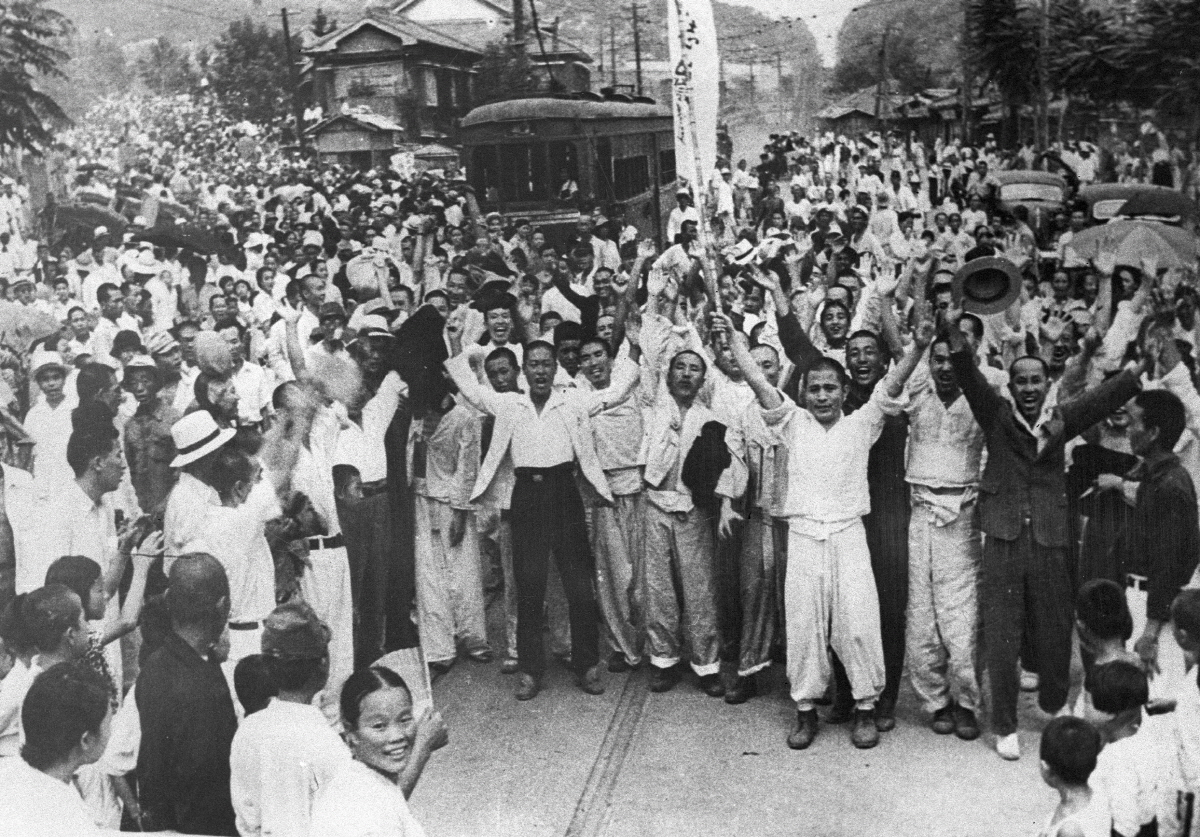
Haftentlassung koreanischer Aktivisten

Gwangbokjeol (광복절, 조국해방의 날 Chogukhaebang’ŭi nal in Nordkorea) ist ein Nationalfeiertag, der in Nord- und in Südkorea jährlich im Gedenken an die Wiedererlangung der Unabhängigkeit und dem Ende der 35-jährigen japanischen Besatzung zum 15. August 1945 stattfindet. Davor waren beide Staaten Teil des Japanischen Kaiserreiches unter dem Provinznamen Chōsen. Auch wird von beiden Staaten dieser Feiertag am 15. August begangen, obwohl Japan zumindest im Süden de facto bis zum 12. September 1945 und de jure bis zum Inkrafttreten des Friedensvertrags von San Francisco am 28. April 1952 die Verwaltungshoheit für ganz Korea besaß.
In Südkorea wird zudem an diesem Tag der Anfänge der Republik 1948 gedacht.